# 柴田大輔 (映像監督)
柴田 大輔（しばた だいすけ、1973年8月15日 - ）は日本のCMディレクター、映像監督。

## 略歴
1973年、兵庫県神戸市生まれ。
9歳の時に父と弟と映画館で観た『E.T.』に感動し、映画監督への道を意識するようになる。その後、中学時代に父が転勤した関係で仙台へ住まいを移す。
1996年、早稲田大学政治経済学部および桑沢デザイン研究所（夜間部）卒業。同年、電通テックにCM監督として採用される。
1999年、26歳のときに富士急ハイランド「キング・オブ・コースターFUJIYAMA」のCM監督としてデビュー。その後、DIET COLA「梅宮アンナ」、ジョージア「明日があるさ」「NOVA ウサギ」などの監督を務める。
2002年、一時休職し単身でロサンゼルスに移る。滞在中に自ら脚本・監督した短編映画『LICENSE』『P.O.W』が短編映画の名門「クレルモンフェラン映画祭」など10か国でノミネート。欧米のTV局や機内映画などでも放映されることとなった。
2003年に帰国し、細野ひで晃、小島淳平、芳賀薫、森田淳子と日本初の監督集団「THE DIRECTORS GUILD」を設立した。

## CM
1999年
- 富士急ハイランド「FUJIYAMA」
- DIET COLA「梅宮アンナ」
- ジョージア「明日があるさ」
- NOVA「NOVAウサギ」

2006年
- コカコーラ「コカコーラを飲もうよ」

2007年
- ビーイング「ショッカー」シリーズ
- UFO「男道場」シリーズ

2008年
- ジョージア「上出来」シリーズ

2010年
- MATCH「南明奈」
- ヘーベルハウス「ラム君」

2011年
- ジョージア「ダウンタウン・エメマンバトル」シリーズ

2014年
- au「モリ娘」シリーズ
- キリン「のどごし」シリーズ

2015年
- 早稲田アカデミー「変な生き物」篇

2016年
- スカパー
- Qoo
- キリン「本搾り」シリーズ

2017年
- 鶴弥「耐える男」（企画・監督）

2018年
- WONDA
- プロミス

2019年
- スカパー「堺雅人家族」

2020年
- 楽天モバイル
- キリン「本麒麟」
- サッポロ一番「ひとてま荘」
- Kubota 企業シリーズ

2021年
- 「出前館」

## CM以外の監督作品
- TBSドラマ『終電バイバイ』

- 短編映画『LICENSE』
- 短編映画『P.O.W』
- 映画『さらば愛しの大統領』（世界のナベアツとの共同監督）

- ASIAN KUNG-FU GENERATION「君の街まで」MV

## 主な受賞
- NOVA NOVAうさぎ「デビュー」「散歩」 - ACC CMフェスティバル ACCファイナリスト[2][3]
- 「License」 - SantaFe Film Festivalグランプリ[3] / クレルモンフェラン映画祭 ノミネート
- 「P.O.W」 - クレルモンフェラン映画祭 ノミネート[3]
- ダイドードリンコ「ELECTRIC」 - アジアパシフィック広告祭 ブロンズ賞[3]
- ASIAN KUNG-FU GENERATION「君の街まで」 - MV SPACE SHOWER MVA05 ベストコンセプト賞[3]
- マルマン 禁煙パイポ「HOSPITAL」「MEETING ROOM」 - ACC CM フェスティバル ブロンズ受賞[3]
- ロッテ TOPPO「カッパ」 - ACC CMフェスティバル テレビACCファイナリスト[4]
- イデア・リンク 銀のさら「Restaurant」「Delivery」 - ACC CMフェスティバル ACCファイナリスト[4]
- クレディワールド セレクトビューティ「匠」 - ACC CMフェスティバル ACCファイナリスト[4]
- リクルート B-ing 06 ショッカーシリーズ - ACC CMフェスティバル ACCシルバー受賞 / 台湾タイムズ広告賞 ブロンズ入選
- 万有製薬 AGAバイラル「LONG HAIR KUNG-FU MAN」- Gyao Creative Award グランプリ / 東京インタラクティブ・アド・アワード（TIAA) ファイナリスト
- ソフト99 フクピカ「こおどり」 - ACC CMフェスティバル ACCファイナリスト（柴田恭輔との共同演出）
- シティマラソン福岡2010 告知「備える男」 - 福岡広告賞 / 福岡広告協会賞 テレビCM 16秒以上部門 金賞受賞
- Google Inc. 「エア・スカイダイビング」 - ACC CM FESTIVAL テレビCM部門 ACCファイナリスト[5]
- 早稲田アカデミー「変な生き物」篇 - ギャラクシー賞最優秀賞 / SSFF Branded short of the year[6]
- 鶴弥「耐える男」 - カンヌ広告祭FILM部門 SILVER[7]
- スカパー「堺雅人家族」 - ギャラクシー賞CM部門 グランプリ[8]